# Milly Alcock
Amelia May "Milly" Alcock (Sydney, 11 de abril de 2000) é uma atriz australiana, mais conhecida por interpretar a jovem Rhaenyra Targaryen na série de televisão da HBO House of the Dragon.

## Biografia e carreira
Alcock nasceu em 11 de abril de 2000 e foi criada em Sydney, Nova Gales do Sul, Austrália. Informações sobre os pais de Alcock são desconhecidas. No entanto, ela foi criada ao lado de irmãos.
Sua primeira aparição na televisão foi quando era adolescente em Wonderland em 2014. Alguns outros trabalhos iniciais incluíram interpretar Isabella Barrett em High Life, interpretando Cindi Jackson na terceira temporada de Janet King (ambos em 2017), e aparecendo em anúncios de televisão para NBN, Cadbury, KFC e Woolworths.
Alcock interpreta uma adolescente fugitiva Meg, pegando carona por 2.000 milhas do interior australiano no drama da Foxtel Upright, pelo qual ela ganhou o Casting Guild of Australia como Estrela em Ascensão de 2018. Alcock também foi indicada para Melhor Artista de Comédia, mas perdeu para a co-estrela de Upright, Tim Minchin.
Em 2021, Alcock conseguiu um papel recorrente como a jovem princesa Rhaenyra Targaryen, em House of the Dragon, uma série prequela de Game of Thrones, que teve estreia marcada para agosto de 2022.
Alcock estava em Queensland para as filmagens da segunda temporada de Upright em março de 2022.
Em janeiro de 2024, foi anunciado que Alcock havia sido escalada para interpretar Kara Zor-El/Supergirl nos próximos filmes do DC Universe.

## Filmografia

### Televisão e cinema
| Ano        | Título                 | Personagem                          | Notas        |
| ---------- | ---------------------- | ----------------------------------- | ------------ |
| 2014       | Wonderland             | Menina Adolescente 1                | 1 episódio   |
| 2017       | Janet King             | Cindi Jackson                       | 3 episódios  |
| 2017       | High Life (Minissérie) | Isabella Barrett                    | 6 episódios  |
| 2018       | A Place to Call Home   | Emma Carvolth                       | 4 episódios  |
| 2018       | The School             | Jien                                | Filme        |
| 2018       | Fighting Season        | Maya Nordenfelt                     | 6 episódios  |
| 2018       | Pine Gap               | Marissa Campbell                    | 5 episódios  |
| 2019       | Les Norton             | Sian Galese                         | 4 episódios  |
| 2020       | The Gloaming           | Jenny McGinty                       | 7 episódios  |
| 2020       | The Familiars          | Alison                              | Filme        |
| 2019– 2020 | Reckoning              | Sam Serrato                         | 10 episódios |
| 2019-2022  | Upright                | Meg                                 | 9 episódios  |
| 2022       | House of the Dragon    | Princesa Rhaenyra Targaryen (Jovem) | 5 episódios  |
| 2025       | Superman               | Kara Zor-El/ Supergirl              | Filme        |
| 2026       | Supergirl              | Kara Zor-El/ Supergirl              | Filme        |

## Prêmios e indicações
| Ano  | Prêmio                            | Categoria                                   | Trabalho nomeado         | Resultado | Referência.   |
| ---- | --------------------------------- | ------------------------------------------- | ------------------------ | --------- | ------------- |
| 2018 | Casting Guild of Australia        | Estrelas em ascensão de 2018                | Carreira na TV até agora | Venceu    | [ 12 ] [ 13 ] |
| 2020 | Prêmios AACTA                     | Melhor Artista De Comédia                   | Upright                  | Indicada  | [ 4 ] [ 12 ]  |
| 2023 | Critics' Choice Television Awards | Melhor Atriz Coadjuvante em Série Dramática | House of the Dragon      | Indicado  |               |

## Referência
1. 1 2  Hislop, Madeline (23 de junho de 2022). «22-year-old Australian Milly Alcock cast in Game of Thrones prequel». Women's Agenda (em inglês). Consultado em 28 de junho de 2022
2. 1 2  «What age is Milly Alcock? Actress stars in Game Of Thrones prequel». thefocus.news (em inglês). thefocus.news. 19 de dezembro de 2020
3. ↑  «Milly Alcock (plays Isabella Barrett)». highlifeseries.com. 2 de março de 2017. Consultado em 2 de fevereiro de 2022
4. 1 2  «ATX TV Review: Downunder Series 'Upright' Premieres and Judd Apatow Likes it». blogcritics.org. 28 de julho de 2020
5. ↑  «Milly Alcock reveals she dropped out of high school to star in award-winning Foxtel drama Upright». dailyuknews.com. 19 de dezembro de 2020
6. ↑  «'House of the Dragon' Adds Milly Alcock as Princess Rhaenyra Targaryen». showbizjunkies.com. 6 de julho de 2021
7. ↑  «HBO announced today Australian actor Milly Alcock has been cast in the upcoming series, House of the Dragon.». tvblackbox.com.au. 7 de julho de 2021
8. ↑  «House of the Dragon to Premiere on April 3rd 2022». instagram.com. 26 de janeiro de 2022
9. ↑  «Production begins on Upright 2». tvtonight.com.au. 6 de março de 2022
10. ↑  Gonzalez, Umberto (29 de janeiro de 2024). «James Gunn Finds His Supergirl in 'House of the Dragon' Star Milly Alcock». TheWrap (em inglês). Consultado em 17 de março de 2024
11. ↑  Kroll, Anthony D'Alessandro,Justin; D'Alessandro, Anthony; Kroll, Justin (29 de janeiro de 2024). «'Supergirl': New Woman Of Steel Is 'House Of The Dragon's Milly Alcock». Deadline (em inglês). Consultado em 17 de março de 2024
12. 1 2  «Milly Alcock Awards». imdb.com. Consultado em 2 de fevereiro de 2022
13. ↑  «Casting Guild of Australia Awards 2018: Winners». tvtonight.com.au. 5 de dezembro de 2018